# Trichoblatta wallacei
Trichoblatta wallacei är en kackerlacksart som först beskrevs av Hanitsch 1933.  Trichoblatta wallacei ingår i släktet Trichoblatta och familjen jättekackerlackor. Inga underarter finns listade i Catalogue of Life.